# تیم ملی فوتبال بنین
تیم ملی فوتبال بنین نماینده کشور بنین در مسابقات بین‌المللی و آفریقایی است که زیر نظر فدراسیون فوتبال بنین فعالیت میکند.
اولین بازی رسمی این تیم در تاریخ ۸ نوامبر ۱۹۵۹ میلادی در برابر تیم ملی فوتبال نیجریه برگزار شده‌است.